# Contea di Nevers
La contea di Nevers è una contea storica al centro della Francia. La sua città principale era Nevers. Corrisponde sostanzialmente alla ex provincia del Nivernese e al dipartimento moderno di Nièvre.

## Storia
La contea risale circa agli inizi del X secolo. 
È stata spesso associata al vicino Ducato di Borgogna; ha fatto parte delle terre e dei titoli detenuti da Enrico I di Borgogna. La contea venne assegnata alla contea di Auxerre. Il suo primo proprietario fu Rinaldo I di Nevers. Nevers passò sotto il dominio dei conti di Fiandra nel XIV secolo e dopo venne in possesso di Filippo II di Borgogna, duca di Borgogna, che riunì due terre. Filippo di Borgogna, il figlio più giovane di Filippo l'Ardito, ricevette la contea di Nevers, che in seguito divenne il possesso di un ramo cadetto dei duchi di Cleves. Dal 1521 i leader di Nevers sono chiamati Duchi di Nivernais. 
Il ducato sopravvisse fino alla Rivoluzione francese; l'ultimo duca Luigi Giulio Mancini-Mazarini, che ha perso il suo titolo durante la rivoluzione, ma sopravvisse al terrore e morì di morte naturale nel 1798.